# Nagykeresztes község
Nagykeresztes község (románul: Comuna Cristolț) község Szilágy megyében, Romániában. Központja Nagykeresztes, beosztott falvai Bezdédmező, Hegyköz, Szalonnavölgy.

## Népessége
A 2011-es népszámlálás adatai alapján a község népessége 1235 fő volt.